# Robert Makłowicz
 (octobre 2024).
 (janvier 2024).
La mise en forme du texte ne suit pas les recommandations de Wikipédia : il faut le « wikifier ».
Les points d'amélioration suivants sont les cas les plus fréquents. Le détail des points à revoir est peut-être précisé sur la page de discussion.
- Les titres sont pré-formatés par le logiciel. Ils ne sont ni en capitales, ni en gras.
- Le texte ne doit pas être écrit en capitales (les noms de famille non plus), ni en gras, ni en italique, ni en « petit »…
- Le gras n'est utilisé que pour surligner le titre de l'article dans l'introduction, une seule fois.
- L'italique est rarement utilisé : mots en langue étrangère, titres d'œuvres, noms de bateaux, etc.
- Les citations ne sont pas en italique mais en corps de texte normal. Elles sont entourées par des guillemets français : « et ».
- Les listes à puces sont à éviter, des paragraphes rédigés étant largement préférés. Les tableaux sont à réserver à la présentation de données structurées (résultats, etc.).
- Les appels de note de bas de page (petits chiffres en exposant, introduits par l'outil «  Source ») sont à placer entre la fin de phrase et le point final[comme ça].
- Les liens internes (vers d'autres articles de Wikipédia) sont à choisir avec parcimonie. Créez des liens vers des articles approfondissant le sujet. Les termes génériques sans rapport avec le sujet sont à éviter, ainsi que les répétitions de liens vers un même terme.
- Les liens externes sont à placer uniquement dans une section « Liens externes », à la fin de l'article. Ces liens sont à choisir avec parcimonie suivant les règles définies. Si un lien sert de source à l'article, son insertion dans le texte est à faire par les notes de bas de page.
- La présentation des références doit suivre les conventions bibliographiques. Il est recommandé d'utiliser les modèles {{Ouvrage}}, {{Chapitre}}, {{Article}}, {{Lien web}} et/ou {{Bibliographie}}. Le mode d'édition visuel peut mettre en forme automatiquement les références.
- Insérer une infobox (cadre d'informations à droite) n'est pas obligatoire pour parachever la mise en page.

Pour une aide détaillée, merci de consulter Aide:Wikification.
Si vous pensez que ces points ont été résolus, vous pouvez retirer ce bandeau et améliorer la mise en forme d'un autre article.
 (janvier 2024).
Robert Witold Makłowicz (né le 12 août 1963 à Cracovie) est un journaliste, voyageur, critique gastronomique, publiciste et écrivain polonais.

## Biographie
Il est le fils du marin Włodzimierz Makłowicz et de Beata née Preiss. Il a une petite sœur, Dominika. Il vient d'une famille aux racines polonaises, arméniennes, ukrainiennes, hongroises et autrichiennes. Il a obtenu son diplôme du 5ème lycée général August Witkowski à Cracovie. Entre 1982 et 1989, il a suivi des études en droit, puis en histoire à l'université Jagellonne.
À la fin des années 1980 et au début des années 1990, il a vécu en Grande-Bretagne, exerçant divers emplois, dont celui d'ouvrier à Kingston upon Thames  pendant plusieurs mois. Pendant son exil, il a exploré différentes cuisines du monde. Cette expérience a ensuite inspiré son engagement dans la critique culinaire après son retour en Pologne en 1990.
En 1993, il commence à écrire des chroniques pour le journal Gazeta Wyborcza. En 1998 il commence à présenter des reportages comme Les voyages culinaires de Robert Makłowicz à la télévision polonaise, explorant des endroits exotiques à travers le monde. Entre 2002 et 2005, il a collaboré avec l'hebdomadaire Wprost. Par la suite, il a coopéré avec le magazine Newsweek Polska et a également écrit pour Przekrój. En outre, il a co-écrit de nombreuses chroniques et livres avec Piotr Bikont. En janvier 2008, il termine la production de Voyages Culinaires de Robert Makłowicz pour TVP. À la place, il lance l'émission Makłowicz w Podróży, diffusée sur TVP2 en mars 2008. Il a été guide du monde culinaire dans les deux premières saisons du programme programme Bake Off - Ale ciacho !. Cependant, le 16 mars 2017, TVP a mis fin à sa collaboration avec Makłowicz. À partir de l'automne 2017, le Food Network a diffusé trois épisodes de son émission Makłowicz en route.
En 2009, il a publié ses souvenirs sur Mark Eminowicz dans le livre Lubię swoje wady. Marek Eminowicz w opowieściach na siedemdziesięciopięciolecie. Le 20 octobre 2010, il publie un livre intitulé Café Museum, pour lequel il a reçu le prix littéraire Srebrny Kałamarz im. Hermenegildy Kociubińskie.
Il lance sa propre chaîne sur YouTube en mars 2020 où il publie des vidéos sur des sujets culinaires et historiques. De plus, au cours des années, il a été le présentateur de son émission musicale intitulée From Punk Rock to Bartók sur la station de radio en ligne newonce radio.
En 2022, il devient ambassadeur de Rok Dobrych Relacji à Wrocław, une initiative visant à sensibiliser au problème croissant de la solitude.

## Vie privée
Il est membre de l'Église catholique arménienne. En 1991, il se marie avec la productrice de films Agnieszka Pogoda. Ils ont deux fils : Mikołaj (né en 1992) et Ferdynand (né en 1996).
Il porte un intérêt particulier à l'histoire, en particulier à celle de l'Europe centrale pendant la période du règne de la dynastie des Habsbourg. Ses auteurs préférés sont Joseph Roth et Andrzej Bobkowski.
Il vit à Cracovie et possède une propriété sur la péninsule de Pelješac en Dalmatie croate, où il séjourne plusieurs mois chaque année.

## Publications

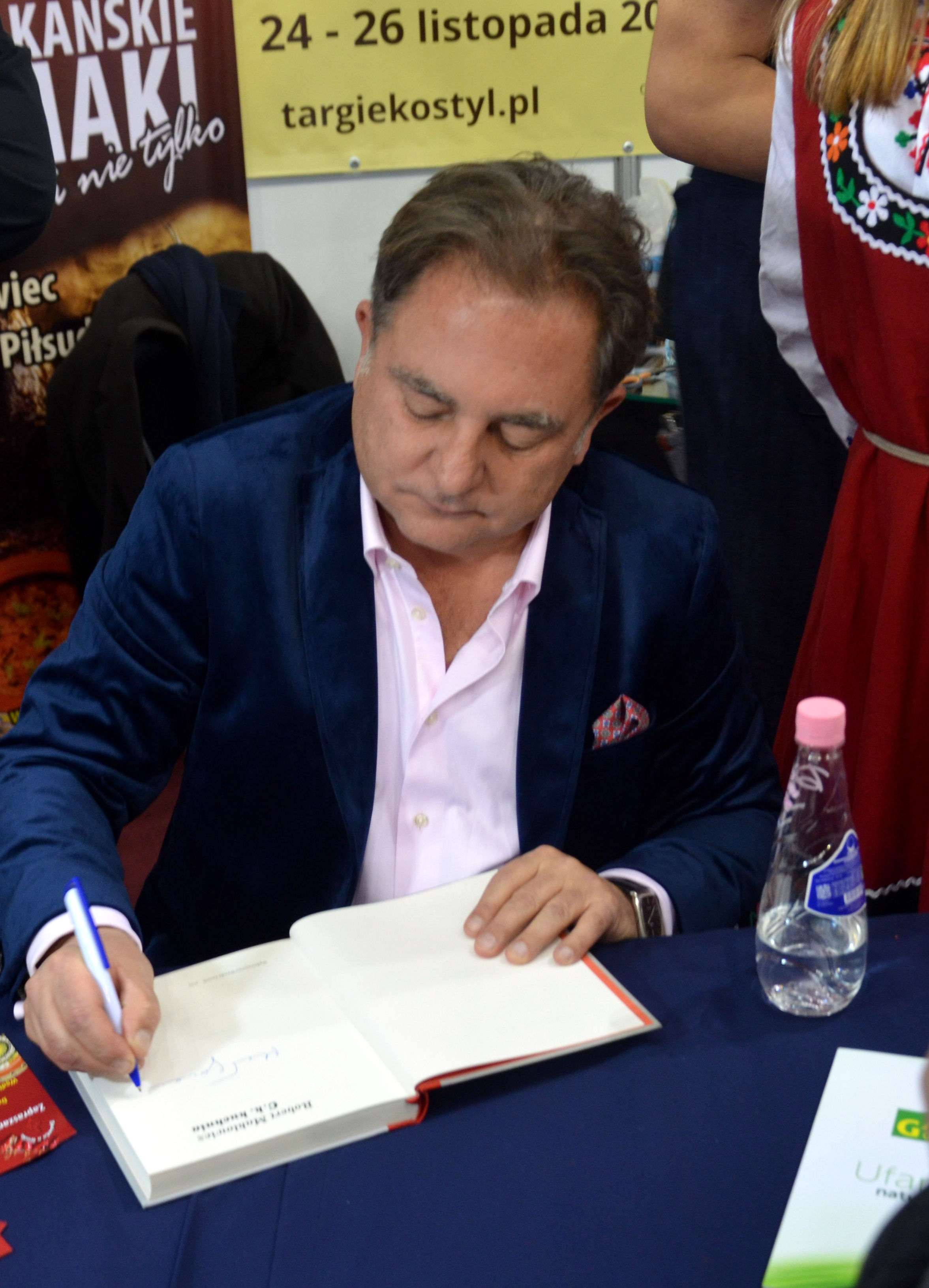
Makłowicz lors de la rencontre des auteurs (2017)